# Csapó Miklós
Csapó Miklós (Budapest, 1993. január 21. –) magyar vízilabdázó, szélső, a Ferencvárosi TC játékosa.

## Pályafutása
A Csapó Gábor (akinek csupán névrokona) vezette sportiskolában a labdarúgással, a kézilabdával és a vízilabdával ismerkedett, majd úgy döntött, hogy utóbbi áll hozzá a legközelebb. A KSI csapatával ifjúsági bajnoki ezüstérmes és aranyérmes lett, közben a másodosztályban is bemutatkozott a felnőttek között, ahol ezüst- és bronzérmet, 2012/2013-ban pedig aranyérmet szerzett.
Tizennyolc évesen kettős játékengedéllyel igazolt a Vad Lajos irányította Groupama Honvédhoz. A magyar junior válogatott keretének tagjaként a vóloszi junior világbajnokságon 8., a Canet-en-Roussillonban rendezett junior Európa-bajnokságon 6. helyezést ért el. 2011. október 1-jén, a Kaposvári VK elleni bajnoki évadnyitón játszotta első élvonalbeli mérkőzését, novemberben azonban nem volt tagja a Magyar Kupa-ezüstérmet szerzett Honvédnak.
2012-ben elhagyta a pénzügyi nehézségekkel küzdő, bajnoki 4. helyezett Honvédot, és a bajnokcsapathoz igazolt.

## Eredményei
- Magyar bajnokság
  - bronzérmes: 2025